# Claudia Schneider-Esleben
Claudia Maria Schneider-Esleben (* 1949 in Düsseldorf) ist eine deutsche Architektin, Designerin, Autorin und Kuratorin. Sie lebt und arbeitet in Hamburg und Ramatuelle, Frankreich.

## Leben und Werk
Claudia Schneider-Esleben ist eine Pionierin des Neuen Deutschen Designs der 1980er-Jahre. Sie entwarf Schmuck, Möbel und Objekte, die den damals vorherrschenden Spätfunktionalismus in Frage stellten und ironisch brachen. Sie thematisierte Defizite in der Architektur- und Designszene, etwa was die Rolle der Frau oder des Handwerks anbelangt. Um sie zu füllen, begründete sie Vereinigungen und Institutionen.
Sie kuratierte in der Möbel perdu Galerie in Hamburg von 1983 bis 1995 im Halbjahresturnus 20 programmatische Designausstellungen mit Konzerten und Performances. Ebenso kuratierte sie Ausstellungen für Museen wie das Museum für Kunst und Gewerbe, Hamburg. Für das Kunstmuseum Düsseldorf initiierte sie die Ausstellung Gefühlscollagen – Wohnen von Sinnen, deren Kuratorenteam sie 1986 angehörte. Die Schau mit 120 europäischen Designern war die erste Überblicksausstellung zum experimentellen Design in Europa und wirkte weit über Deutschland hinaus. Schneider-Esleben stellte wiederholt Hamburger Designer im Kontext von Möbelmessen in Köln und Mailand aus.
Sie initiierte, konzipierte und veranstaltete das Designfestival HamburgerDesignKreuzzüge, das der Hamburger Designszene zwischen 1993 und 1997 erstmals eine eigene Plattform zur Selbstdarstellung bot. 2005 gründete sie ihr Label „Energetisches Design“.

## Studium und Anfänge
Claudia Schneider-Esleben beendete 1978 ihr Architekturstudium an der Hochschule für Bildende Künste (HfbK) Hamburg als Diplomingenieurin. Ihre Abschlussarbeit galt dem Umgang mit der Tradition im ländlichen Wohnungsbau der VR China. Noch während des Studiums gründete sie mit der Stadtplanerin Christiane Thalgott eine feministisch orientierte Architektinnengruppe. Nach kurzer Mitarbeit in einem Hamburger Architekturbüro, wandte sie sich von der Architektur ab, da ihr die damalige Szene für Neuerungen und kreative Impulse wenig aufgeschlossen erschien.
Auf der Suche nach selbstbestimmten Betätigungsfeldern gründeten Schneider-Esleben und ihr früherer Kommilitone Michel Feith im September 1979 in Hamburg Lux Neonlicht - Atelier + Galerie für Architektur + Ambiente. Sie schufen architekturbezogene Elemente aus Neonröhren (kurz Neons) sowie Möbelobjekte und Schmuck. Ihre raumgreifenden Neon-Installationen fertigten sie auch als Auftragsarbeiten. Hier wie auch später bei Möbel perdu zielten die Gründer auf eigene Produktion ab, ebenso aber auch auf den Austausch und die Vernetzung mit anderen über gestalterische Spartengrenzen hinweg. Die eigene Werkstätte kombinierten sie mit einem Treffpunkt der aufbrechenden Szene.
Schneider-Esleben leitete die Galerie, während Feith sich Atelier und Werkstatt widmete. Im September 1982 präsentierten sie ihr Werk in Mailand.: Dort trafen sie auf Designer aus ganz Europa – darunter Jasper Morrison, Ron Arad und Andreas Brandolini. Die meisten versammelten sich kurz darauf beim Projekt Rastlos wieder, einer Ausstellung mit intensiver Diskussion in einer ehemaligen Raststätte südlich von Wien. Die jungen Architekten und Designer, die bis dahin vereinzelt arbeiteten, erkannten das Potenzial für einen gemeinsamen Aufbruch.
Claudia Schneider-Esleben kuratierte aus dieser Gruppe Teilnehmer der Ausstellung Möbel perdu – Schöneres Wohnen in Hamburg. Sie initiierte die Schau im Museum für Kunst und Gewerbe in Hamburg (MK&G) und schrieb das Vorwort zum Katalog. Die No-Budget-Ausstellung, realisiert mit dem Museumspädagogen Nils Jockel sowie mit den Designern Michel Feith und Thomas Wendtland, gilt bis heute als Markstein der Designentwicklung seit den 1980er-Jahren. Erstmals machte sie nördlich der Alpen Gegenpositionen zum damals vorherrschenden funktionalistischen Designkanon im Kontext sichtbar, indem sie Experimente einer neuen Generation von Architekten, Designern und Künstlern vorstellte. Der Titel war ein ironisches Wortspiel zur Vermeidung der Begriffe Design / Formgestaltung, angelehnt an Ready-mades aus der Bildenden Kunst, als Entsprechung zum Objet trouvé – Möbel perdu.
Neben Objekten von Lux Neonlicht, von Arad, Brandolini und Morrison, wurden Exponate aus Mailand von Studio Alchimia, Massimo Iosa Ghini und Marco Zanuso Jr. sowie von Volker Albus, Katharina Fritsch und Florian Borkenhagen gezeigt. Insgesamt 39 Architekten und Designer aus fünf europäischen Ländern stellten in Hamburg aus. Öffentlichkeit und Presse nahmen enorme Notiz u. a. mit ZeitMagazintitel, Spiegel und Stern von den gestalterischen Experimenten.

## Produzentengalerie und Plattform
In Hamburg gründete Claudia Schneider-Esleben 1983 zusammen mit Michel Feith und Rouli Lecatsa Möbel perdu, die erste Designproduzentengalerie in Deutschland. Den Ausstellungstitel "Möbel perdu" übernahmen Feith, Schneider-Esleben und Lecatsa für ihr Anschlussprojekt, indem sie in Hamburg eine Gruppe und Plattform gleichen Namens etablierten, die u. a. eigene Objekte und Möbel, die Möbel perdu Kollektion präsentierte.
Die Programmatik ging über eine Galerie hinaus, was im Namen "Möbel perdu – Atelier, Werkstatt + Galerie für Architektur, Design + Kunst" zum Ausdruck kam. Dem Zeitgeist der 80er-Jahre entsprechend galt es, Grenzen bestehender Kategorien, Disziplinen und Stile zu überwinden und spielerisch zu vermischen.
Die Gruppierung präsentierte Gegenpositionen zum Bewährten und Etablierten in Design, Kunsthandwerk, Musik und Kunst. Zum Teil diente sie als Forum, was Kunsthandwerk, Design und Schmuck anging, betätigte sie sich auch mit dem Entwurf und Vertrieb eigener Objekte.

„Die Hamburger Galerie ‚Möbel perdu‘ versammelte zu Beginn der 80er Jahre erstmals die bis dahin verstreuten alternativen Ansätze. (…) Seit der Hamburger Ausstellung wurde das Neue deutsche Design auch in der Presse stärker beachtet. Thomas Hauffe“

Für die bundesdeutsche Designentwicklung der 80er-Jahre war die Hinwendung zu bis dato ungebräuchlichen Materialkombinationen prägend: Neon und Marmor, Gummi, Metall, Spiegelglas, Plexi, Lackfolie und Beton, kombiniert mit geometrischen, oft asymmetrischen Formen. Auch Zelluloid kam zum Einsatz, beispielsweise bei Schneider-Eslebens Objekten und Schmuck, sowie ihrem Paravent Spanische Wand mit Lanzen (1983/1985).

„Der Galerie Möbel perdu ging es (…) nicht um eine isolierte Präsentation von Design-Objekten, vielmehr machten es sich die Galeristen zur Aufgabe, gattungsübergreifende Ausstellungen zu organisieren, bei denen Kunst, Architektur und Design ineinander übergehen, um eine neue Einheit zwischen Kunst und Handwerk zu demonstrieren. Petra Eisele“

Claudia Schneider-Esleben wirkte als Protagonistin, Kuratorin und Autorin, die Gruppen von Künstlern, Designern und Kreativen unterschiedlichster Arbeitsfelder präsentierte.
In einem programmatischen Text feierte sie 1985 das „Cross-Over“, das Mixen der Sphären und Medien kreativer Tätigkeit: „So mutiert mit behender Leichtigkeit der Maler zum Musiker, der Musiker zum Filmemacher, der Filmemacher zum Poet, der Poet zum Designer, der Designer zum Künstler, der Künstler zum Kaufmann, der Kaufmann zum Handwerker, der Handwerker zum Universalist. Der Gesamtkünstler ist angesagt, mittlerweile hat er sich zum Gesamtkunstgewerbler entwickelt.“
Historische Darstellungen des Neuen deutschen Designs von Thomas Hauffe und Petra Eisele würdigen Claudia Schneider-Eslebens Rolle. Ebenso die Ausstellung Schrill, Bizarr, Brachial – Das Neue Deutsche Design der 80er-Jahre des Bröhan-Museums Berlin (2014/15). Der Designer Simon Stanislawski interviewte sie für seine Master-Arbeit am Studienschwerpunkt Design der HfbK Hamburg 2024. Im Rahmen der umfassenden Ausstellung Hello Image. Die Inszenierung der Dinge im Museum für Kunst & Gewerbe (04. April 2025–12.04.2026), werden u. a. Positionen von Claudia Schneider-Esleben gezeigt.

## Familie
Claudia Schneider-Esleben entstammt einer musischen Familie. Ihr Vater war der Architekt Paul Schneider-Esleben, ihre Mutter die Schriftstellerin Evamaria Meyerhof van Diemen, die Großmutter mütterlicherseits war die Konzertsängerin und Schauspielerin Ursula van Diemen, ihr Großvater der Textilkaufmann, Leichtathlet und Münzsammler Justus Meyerhof. Ihre Geschwister waren der Musiker und Komponist (Mitbegründer Kraftwerk) Florian Schneider (1947 - 2020) und die Grafikerin Katharina Schneider-Esleben (1955–2002). Die Theaterwissenschaftlerin Ursula Neuerburg (* 1962) ist ihre Halbschwester. Ihre Tochter Sophia Schneider-Esleben (* 1988) ist Modedesignerin. 2014 heiratete sie Yassine Ben Fadhel (* 1982).

## Werke als Designerin (in Auswahl)
- diverse Neons, 1979–1984
- Celluloid-Schmuck, 1981
- „Spanische Wand mit Lanzen“, Paravant, Stahlrohr brüniert, 1983/85
- „Spirale“, Barhocker Stahlrohr, brüniert, 1986
- „Elektronische Gottesanbeterin“, Roboterin, schallgesteuert, Celluloidflügel, 1986
- „Kaktus“, Tischleuchte, Celluloid, Holz, Stahlgeflecht, 1986
- „Stumme Dienerin“, Kleiderständer, Stahlrohr brüniert, 1987
- „Manschetten“, Armreifen, Celluloid, Kupfer, Stahl, Messing, 1989
- „Barockoko“, Hänge- und Tischleuchter für Kerzen, 1989
- „Wandspiegel“ und „Schminkspiegel“, Stahl, lasergeschnitten, brüniert, 1991 (im MK&G Hamburg)
- „Schminktisch“, Aluminium, Stahl, Holz, Spiegel, 1991

## Ausstellungen und Beteiligungen (Auswahl)
- 1982 LUX Neonlicht - Michel Feith & Claudia Schneider-Esleben, Düsseldorf, Made in …,  Schroer / Paul-Ernst Berger
- 1982 Camera Design, Mailand, Bepi Maggiori & Marco Zanuso Jr., (Katalog)
- 1982 Rastlos – For sale? A Presentation of new Design on the Border, Raststätte bei Müllendorf / Wien, Burgenland, Österreich (Katalog)
- 1982/1983 Möbel perdu – Schöneres Wohnen, Museum für Kunst & Gewerbe, Nils Jockel, Hamburg (Katalog)
- 1984 Design ist Kult, eine Ausstellung zum geächteten ungepriesenen Begriff des Kunstgewerbes, Kunstflug, Klärwerk Krefeld (Katalog)
- 1985 Die sich verselbständigenden Möbel – Objekte und Installationen von Künstlern, Von-der-Heydt-Museum, Wuppertal, Ursula Peters & Georg Schwarzbauer (Katalog)
- 1985 D.E.A. – Design Europeo Anteprima, Primo festival del design di gruppo in Europa: Le technologie, le strategie,      i prodotti, Zeus Galleria, Nicoletta Baucia, Mailand
- 1986 Gipfeltreffen, Möbel perdu und Pentagon, Galerie Pentagon, Sabine Voggenreiter, Köln
- 1986 NutzLustKunst - Designkongreß Erkundungen, Designzentrum Stuttgart, Otto Sudrow (Katalog)
- 1986 Gefühlscollagen – Wohnen von Sinnen, Kunstmuseum Düsseldorf, Wolfgang Schepers (Katalogbuch)
- 1986 Per una Immagine imprudente Rassegna del giovane Design Europeo, Galleria Polenghi Arte, Mailand / Reggio Emilia, (Katalog) Sergio Calatroni, Tina Corti, Nanda Vigo
- 1988 differentiale - experimentelles design ´88, 1988, Sabine Voggenreiter, Galerie Syndikat, Bonn (Katalog) S.18 - 23
- 1990 Zeitgenössisches deutsches Kunsthandwerk, 5. Triennale 1990/91, Museum für Kunsthandwerk, Frankfurt, Sabine Runde (Katalog)
- 1991 Möbelbilder einer unbelehrbaren Generation, 4. Deutscher Designer´Saturday, Düsseldorf, Dirk van den Hövel
- 1991 Möbel perdu in Milano - "Barock, barbar, bohème - Kunsthandwerk der 90er", Salone Internazionale del Mobile, Mailand
- 1992 Der breite und die schmalen Wege - Das Leben zwischen den Dingen und der Natur: Das Projekt und die umweltpolitische Herausforderung, Rat für Formgebung, Dieter Rams / Florian Fischer, Der deutsche Beitrag zur 18. Triennale di Milano, Palazzo delle Arte (Katalog) S. 68
- 1993 Möbel perdu – 1983–1993, Internationale Möbelmesse, Köln
- 1993 Möbel perdu – Das Jubiläum, Museum für Kunst & Gewerbe, Hamburg, Rüdiger Joppien
- 1994 Vitra Design Museum, Weil am Rhein
- 2001 Design - made in Germany, Kunsthaus Rhenania, Köln, Sven Vorderstrase, (Katalog) S. 104
- 2014/2015 Schrill, Bizarr, Brachial. Das Neue Deutsche Design der 80er Jahre, Bröhan-Museum, Berlin, Tobias Hoffmann (Katalog)
- 2015 Influences, references and imitations – on the aesthetics of Kraftwerk, Röhsska Museet – DesignMuseum, Göteborg, Andréas Hagström (Katalog)
- 2016 Geniale Dilletanten – Subkultur der 80er Jahre in Deutschland, Museum für Kunst & Gewerbe, Hamburg, Dennis Conrad (Katalog)
- 2025/2026 Hello Image. Die Inszenierung der Dinge, Museum für Kunst & Gewerbe, Hamburg, Viktoria Heinrich & Esther Ruelfs (Katalog)

## Schriften (Auswahl)
- Ist Neon gefährlich? in: Elaste, 4/5, 1982, Hannover, Thomas Elsner (Hg.) S. 68–69
- Möbel perdu – Schöneres Wohnen, in: Möbel perdu – Schöneres Wohnen, Ausstellungskatalog, Museum für Kunst und Gewerbe, Hamburg, 1982/83, S. 1 - 2 (Katalog)
- Möbel perdu – LUX Neonlicht, Hamburg, in: Ursula Peters & Georg F. Schwarzbauer (Hg.): Die sich verselbständigenden Möbel, Objekte und Installationen von Künstlern, Ausstellungs-Katalog, von der Heydt-Museum, Wuppertal, 1985, S. 85 (Katalog)
- Baroccoco – Der Hang zum Gesamtkunstgewerbe, in: Bauwelt, Berlin, 1985
- Baroccoco – Das Spiel mit den Stilen & Stühlen – Der Hang zum Gesamtkunstgewerbe, in: Albus, Feith, Lecatsa, Schepers und Schneider-Esleben: Gefühlscollagen – Wohnen von Sinnen, Köln, 1986, S. 22 - 30 (Katalogbuch)
- Baroccoco in: Marianne Pitzen (Hg.): Semiramis - Frauen Formen Ihre Stadt, Frauen Museum, Bonn, 1987 (Katalog)
- Bericht über den 1. Designer´Saturday Düsseldorf, 1989, in: Form, Leverkusen, Manfred Krug (Hg.)